# Hyde Parker (1714–1782)

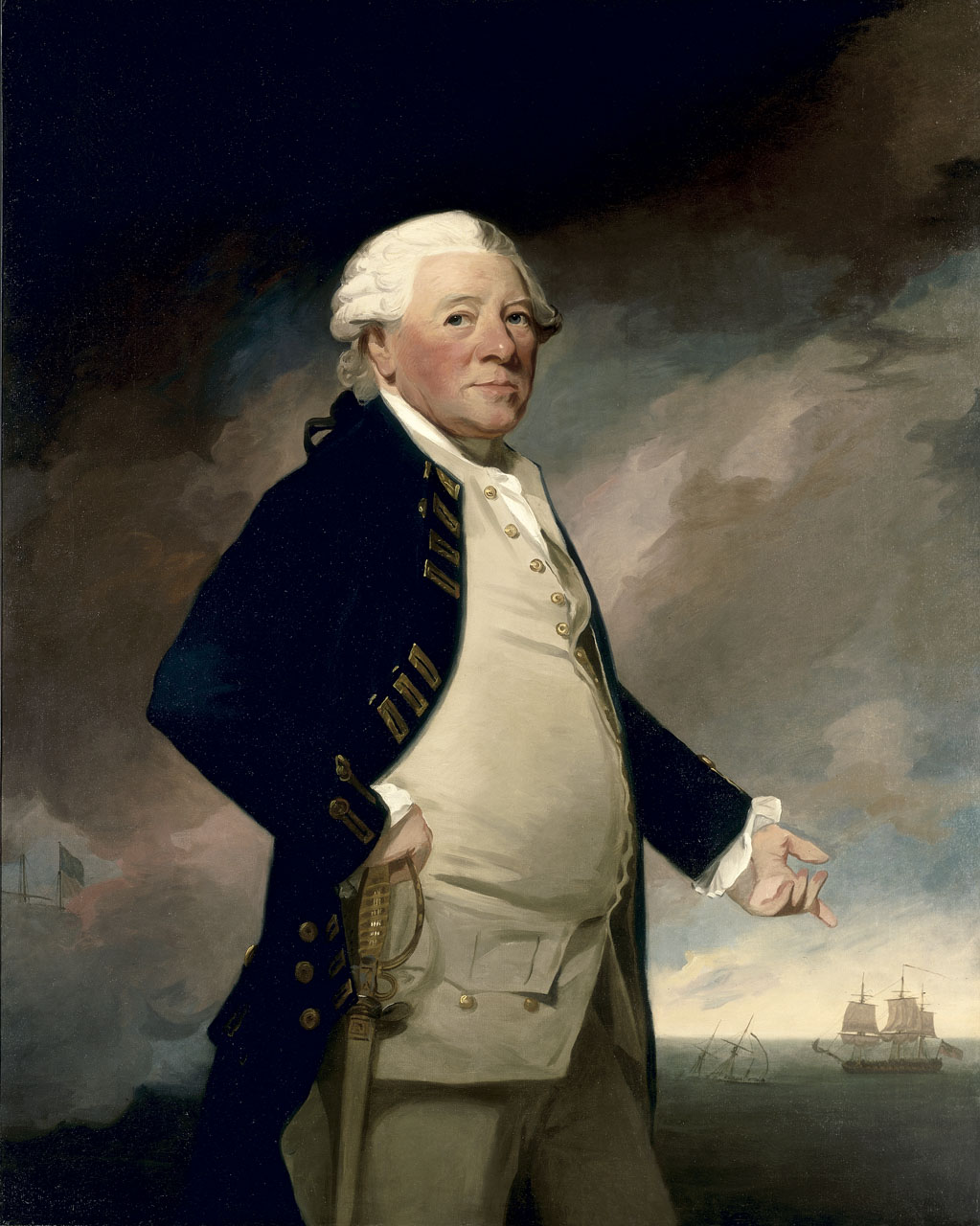
Sir Hyde Parker, porträtt av George Romney.

Hyde Parker, född den 25 februari 1714, död 1782, var en engelsk sjömilitär, far till Hyde Parker (1739–1807).
Parker, som blev viceamiral, utmärkte sig vid Santa Lucia 1780 mot fransmännen och levererade den 5 augusti 1781 holländarna den blodiga, men oavgjorda bataljen vid Doggers bankar. År 1782 utnämndes han till chef för marinen i Indien, lade på ditresan senast till vid Rio de Janeiro, men förolyckades med sitt flaggskepp, "Cato", spårlöst under fortsättningen av färden. Han hade samma år ärvt baronetvärdighet.